# Прыткая лягушка
Прыткая лягушка, или проворная лягушка (лат. Rana dalmatina) — лягушка из рода Rana семейства настоящих лягушек.

## Описание
Животное небольшого размера (самки достигают 8, самцы 6,5 см). Окрас однотонный на одной стороне тела, маскировочный. Нижняя сторона — белая, без пятен других цветов. Самцы нередко приобретают насыщенный коричневый цвет на период спаривания.
За счёт очень длинных задних лап лягушки этого вида могут прыгать на расстояние до 2 м.

## Размножение
Самцы подзывают самок специфическим кваканьем («рок-рок-рок»), иногда делая это из-под воды, а иногда объединяясь в большие «квакательные» группы.
В Центральной Европе период размножения у этого вида совпадает с первыми двадцатью днями марта, но обстоятельства и погодные условия могут отодвигать его на более поздние сроки.
Самки прикрепляют отложенные яйца у корней деревьев, на глубине в несколько десятков сантиметров, в нескольких местах. Диаметр одного яйца (из многих сотен) — до 2 мм.

## Образ жизни
Прыткие лягушки предпочитают небольшие водоёмы в смешанных и буковых лесах. Часто также заселяют прилежащие к лесам луга и опушки. В отличие от других видов лягушек, могут жить в относительно сухих и тёплых местах, значительно удаляясь от воды. Поднимается до высоты 1500 м.

## Распространение
Франция, Германия, Чехия, Австрия, Венгрия, Греция, побережье Чёрного моря, Украина (Закарпатье, Буковина).